# Zalesie (gmina Wielgomłyny)
Zalesie – wieś w Polsce położona w województwie łódzkim, w powiecie radomszczańskim, w gminie Wielgomłyny.
W latach 1975–1998 miejscowość należała administracyjnie do województwa piotrkowskiego.